# 望花区
望花区是辽宁省抚顺市下辖的一个市辖区。位于抚顺市西部，區人民政府駐丹東路西段3號。

## 行政区划
望花区下辖7个街道办事处、1个镇、1个民族乡：
工农街道、建设街道、和平街道、光明街道、朴屯街道、演武街道、李石街道、塔峪镇和拉古满族乡。

## 人口
根據第七次人口普查數據，截至2020年11月1日零時，望花區常住人口為266749人。

## 教育
(截至2015年)

初等中学：

第八中学

第十八中学

第二十七中学

第四十中学

第四十二中学

雷锋中学

新星中学

立志中学

和平中学

高等中学:

第一中学

雷锋高中

恒德高中

- 八纬路小学
- 逸夫小学
- 光明小学
- 海城小学